# Парампара
Парампара (санскр. परम्परा, IAST: paramparā, букв. «от одного к другому», «непрерывный поток») или амная (санскр. आम्नाय, IAST: āmnāya) — цепь преемственности от учителя к ученикам в индийской культуре. В буквальном переводе с санскрита парампара означает «непрерывная цепь преемственности». В системе парампары знание передаётся без изменений из поколения в поколение. По линии парампары могут передаваться самые различные виды знания как в духовной сфере, так и в искусстве, музыке, танцах и образовании.
В религиозной традиции индуизма парампара также известна как гуру-шишья парампара или гуру-парампара — цепь духовных учителей или ученическая преемственность, по которой передаётся духовное знание. Согласно «Бхагавадгите» и другим священным писаниям индуизма, эту систему установил сам Бог и с её помощью знание сохраняется в своём первозданном виде. Парампара подтверждает истинность или авторитетность получаемого знания. Она помогает избежать измышлений и подмены истинных ценностей второстепенными. Каждый гуру, передающий духовное знание, должен принадлежать к цепи учителей-учеников, во главе которой, как правило, стоит Бог, в противном случае нельзя быть уверенным в чистоте и истинности знания, которое он даёт. В некоторых традициях не может одновременно существовать более чем одного действующего гуру в линии преемственности каждой школы (сампрадаи).
В контексте индуизма, парампара является важнейшим условием существования сампрадаи — она представляет собой механизм, обеспечивающий её сохранность путём передачи определённой традиции через духовную преемственность от гуру к ученику. Каждый последующий в такой преемственности — ученик предыдущего; так, через связь учитель—ученик передаётся знание и формы религиозного опыта. «Звеном» парампары может считаться лишь индивидуум, достигший полного контроля над собой, — это является необходимым условием его нравственного и духовного совершенства и предохраняет сампрадаю от искажений. Каждая сампрадая имеет специальные списки «звеньев» парампары, в которых можно проследить её генеалогию. Представляя собой развёртку сампрадаи во времени, гуру-парампара обеспечивает её неизменность и выражает её диахронный аспект. Именно эти характеристики, наряду с принадлежностью к аутентичной сампрадае, часто являются условием традиционности школы или учения в индуизме.
В некоторых традиционных индийских формах образования ученик живёт с учителем как член его семьи, получая от него знание. В системе парампары ученик почитает не только непосредственно своего гуру, но и предыдущих, в особенности трёх последних гуру. Обычно их называют кала-гуру или четыре гуру:
- Гуру — непосредственно гуру
- Парама-гуру — духовный учитель гуру
- Парапара-гуру — гуру парама-гуру
- Парамешти-гуру — гуру парапара-гуру

В вайшнавизме известны и применяются два вида гуру-парампар:
- панча-ратрика гуру парампара
- бхагават гуру парампара.

Только панча-ратрика гуру парампара представляет собой непрерывную цепь ученической преемственности — когда гуру дает инициацию своему ученику, тот становится следующим гуру и дает инициацию дальше. Такая реально непрерывная линия также называется гуру-пранали.
Второй вид парампары — бхагват-гуру парампара — допускает «пробелы» в цепи ученической преемственности, прямой связи «инициирующий гуру» — ученик в ней может и не быть. В такой парампаре указываются те учителя прошлого, чьим наставлениям следует тот, кто составляет бхагават-гуру парампару. Вот, что по этому поводу пишет Бхакти Викаша Свами (проповедник из «Харе Кришна»): «Термин «бхагавата-парампара» придуман, чтобы отличать настоящую живую «парампару» от «парампар» того типа, которые могут, как Кришна указывает в Гите (4.2), нарушиться, если даже один член цепи изменит её. Хотя «бхагавата-парампара» может показаться относительно новым термином, «бхагавата-парампара» является единственной истинной «парампарой», существующей вечно, так как нисходит от Абсолютной Истины по цепи преемственности чистых преданных». (Конец цитаты).
Следующий вид «парампары», который превосходит все предыдущие, так, как лишён любых вольных или невольных искажений называется «Маха-бхагавата-парампара».
- маха-бхагавата-парампара  — это тот вид «парампары», когда вы напрямую связываетесь с истинным «гуру» - с Самим Господом, пребывающим в вашем сердце, и получаете наставления из     «первых рук».

Такого вида «парампара» лишена всяческих ментальных искажений, допущенных при передаче «из рук в руки» по горизонтальной линии, так называемой преемственности. В этом случае вам больше не надо слушать запутанные и противоречивые комментарии разного рода проповедников, которые так или иначе, в силу тех или иных обстоятельств изменяют смысл «шрути» - или знания, услышанного древними мудрецами («риши»), потому, что вы слышите так же, как и «риши» Господа в своём сердце. А ваше сердце никогда не ошибается и не обманывает, потому что является обителью Господа. Поэтому знание, полученное из вашего сердца, является настоящим и истинным знанием. Именно этим видом «парампары» и были получены Веды древними мудрецами. Этот вид «парампары» подразумевает особый склад характера подвижника, называемый «вирийа» и подходит для тех подвижников, которые уже научились отличать голос ума, разума и эго от голоса Господа в своём сердце.